# Сульмичі
Сульмичі (Сулимичі, Суломичі, пол. Sulmice) — село в Польщі, у гміні Скербешів Замостського повіту Люблінського воєводства. Населення — 283 особи (2011).

## Історія
1436 року вперше згадується православна церква в селі.
За даними етнографічної експедиції 1869—1870 років під керівництвом Павла Чубинського, у селі здебільшого проживали греко-католики, усе населення розмовляло українською мовою.
У 1975—1998 роках село належало до Замойського воєводства.

## Населення
Демографічна структура станом на 31 березня 2011 року:
|          | Загалом | Допрацездатний вік | Працездатний вік | Постпрацездатний вік |
| -------- | ------- | ------------------ | ---------------- | -------------------- |
| Чоловіки | 136     | 36                 | 85               | 15                   |
| Жінки    | 147     | 34                 | 68               | 45                   |
| Разом    | 283     | 70                 | 153              | 60                   |